# Högkänslighet
Högkänslighet (engelska: Highly sensitive person, eller HSP) är ett påstått existerande karaktärsdrag, som även omnämns som  högsensitiv. Fackbegreppet för personlighetsdraget är sensorisk bearbetningssensitivitet (sensory processing sensitivity, SPS). Begreppet myntades av Dr. Elaine N. Aron 1996. En översiktsartikel om högkänslighet publicerades 2012 av E.N. Aron, A. Aron och J. Jagiellowicz. Grundforskningen om HSP/SPS som översiktsartikeln i huvudsak hänvisar till är forskning som författarna till översiktsartikeln själva utfört i tidigare studier. Enligt denna artikel är 20 % av befolkningen, oavsett land, högkänsliga. Fenomenet har enligt författarna även observerats hos över 100 olika djurarter.
Högkänsliga människor är enligt förespråkarna av begreppet känsligare för vissa faktorer i omgivningen än genomsnittet. En studie, som använde hjärnskanning, fann att högkänsliga personer visade högre aktivitet än icke-högkänsliga i hjärnområden som är associerade med medvetenhet, känslighet/gensvar, empati, samt planering av handlingar, när de tittade på bilder av sin partner eller glada ansikten.
Personer som betecknas som högkänsliga karaktäriseras av en tendens att "stanna upp och kontrollera" (engelska "pause to check") i nya situationer, en större känslighet för subtila stimuli, och djupare kognitiva bearbetningsstrategier. Personerna antas vara den delen av befolkningen som genetiskt tillhör en mer känslig del vilket kan ge fördelar vid positiva situationer men nackdelar vid negativa. En studie bland flickor mellan ett och elva år gamla visade att de som i hög grad kunde beskrivas som högkänsliga gynnades av olika stödåtgärder till skillnad mot de som i låg grad kunde beskrivas som högkänsliga.
Kritiker till begreppet menar att det i själva verket beskriver samma karaktärsdrag som autism, och att uppfattningen om att skillnaden skulle bestå i autistiska personers oförmåga att läsa sociala koder bygger på föråldrade och fördomsfulla uppfattningar om personer med autism.